# Desmatophocidae
De Desmatophocidae zijn een familie van uitgestorven zoogdieren die leefden in het Midden-Mioceen.

## Kenmerken
Dit was een familie van primitieve zeehonden. Het verschil met de moderne zeehonden zit hem in de bouw van de achterste ledematen. Deze primitieve zeehonden hadden de mogelijkheid om deze naar voren te brengen, zodat ze zich beter konden verplaatsen op het land. Die mogelijkheid hebben de echte robben niet meer.

## Vondsten
Fossielen werden gevonden in Azië en Noord-Amerika.

## Geslachten
Onderfamilie Desmatophocinae
- † Desmatophoca Condon, 1906
- † Allodesmus Kellogg, 1922

Onderfamilie Allodesminae Mitchell, 1968
- † Atopotarus Downs, 1956
- † Brachyallodesmus Barnes & Hirota, 1995
- † Megagomphos Barnes & Hirota, 1995